# Malouetia amazonica
Malouetia amazonica är en oleanderväxtart som beskrevs av M.E.Endress. Malouetia amazonica ingår i släktet Malouetia och familjen oleanderväxter. Inga underarter finns listade i Catalogue of Life.